# Stivelse
Stivelse er et polysakkarid eller kulhydrat og omfatter to slags polymerer af glukose, hhv. amylose og amylopektin. Amylose er en lineær polymer bestående af op til 6.000 glukoseenheder med α-1,4-glykosidbindinger. Antallet af glukoserester, forkortet DP for degree of polymerization, varierer afhængigt af kilden. Amylose fra f.eks. kartoffel- eller tapiokastivelse har en DP på 1.000-6.000, mens amylose fra rug eller hvede har en DP, der varierer mellem 200 og 1.200. Det gennemsnitlige amyloseindhold i stivelse kan variere mellem næsten 0 og 75% afhængigt af kilden. For rugstivelse ligger andelen af amylose omkring 28%. Amylopectin består af korte α-1,4-glykosidkæder med 10-60 glukoseenheder og α-1,6-bundet sidekæder med 15-45 glukoseenheder. Det gennemsnitlige antal forgreningspunkter i amylopectin er 5%, men varierer med den botaniske oprindelse. Et amylopektinmolekyle indeholder i gennemsnit ca. 2.000.000 glukoseenheder, og er derved er et af de største molekyler i naturen.
Kartofler, ris, hvede og majs er menneskers hovedkilder til stivelse. I modsætning til dyr kan planter selv danne stivelse ud fra glukose, da det er lettere at lagre. Den kemiske energi i glukose kan udnyttes af planteceller ved respiration, og således fungerer stivelsen som energilager for planten. Dyrecellers pendant til stivelse er glykogen.
24. september 2021 blev offentliggjort et vellykket laboratorieforsøg der kunstigt fremstiller stivelse ud af CO2.
Hvis metoden kan industrialiseres vil det have en stor, potentielt afgørende betydning for den agrarbaserede ressourceknaphed.

## Forklistring og retrogradering af stivelse
Stivelse er tungtopløselig i koldt vand. For at stivelse skal kunne opløses i vand skal det varmes op til forklistringspunktet. Når en opslæmning af vand og stivelse opvarmes, svulmer stivelseskornene op idet de binder vand og opslæmningen forklistrer. Under denne proces ”lækker” amylose ud af stivelseskornet og forårsager en forøgelse i viskositeten af opslæmningen. Hæves temperaturen tilstrækkeligt bryder granulaterne fra hinanden, hvilket resulterer i en fuldstændig viskos kolloid dispersion. Afkøling af stivelsesdispersionen resulterer i dannelsen af en elastisk gel hvori stivelsen langsomt retrograderer til en uopløselig krystallinsk struktur. Det er denne retrogradering (staling) der får brød til at føles tør efter får dage, selvom det er pakket lufttæt, således at der ikke forekommer et tab af vand. Retrogradering skyldes primært amylosen da amylopectin, på grund af sin stærkt forgrenede organisation, er mindre tilbøjelig til retrogradering.
Hastigheden hvormed stivelse i bagværk retrograderer er temperaturafhængig. Dannelsen af krystalkerner, forløber meget hurtigt ved 0 °C men aftager kraftigt ved temperaturer under -5 °C. Kernerne vokser hurtigst kort før smeltepunktet ved 60 °C. Stalingsprocessen som følge af disse hændelser når et maksimum omkring ca. 14 °C. Dette er årsagen til at brød ikke bør opbevares på køl, men derimod ved stuetemperatur. Skal brødet fryses bør det foregå hurtigt, således at temperaturer under 0 til -5 °C opnås før der forekommer signifikant krystaldannelse i krummen. Temperaturer over 14 °C hæmmer også stalingsprocessen da en forøgelse af opbevaringstemperaturen reducerer hastigheden af amylopektinretrogradation. En forøgelse af opbevaringstemperaturen fra 21 til 35 °C reducerer hastigheden af amylopektinretrogradation med en faktor 4 og forbedrer krummens friskhed, dog kan dette medføre et tab af aromastoffer over tid, samt forøget mikrobiel vækst.

## Eksterne links og henvisninger
- Stivelse og amylaser. Biotech Academy.dk Arkiveret 10. december 2012 hos  Wayback Machine
- Sukkers betydning for fysisk aktivitet og motion. Perspektiv.nu/da (Webside ikke længere tilgængelig)

| Biokemi | Spire Denne biokemiartikel er en spire som bør udbygges. Du er velkommen til at hjælpe Wikipedia ved at udvide den. |